# Любовь и смерть на Лонг-Айленде
«Любовь и смерть на Лонг-Айленде» (англ. «Love and Death on Long Island») — драма 1997 года режиссёра Ричарда Квитневски, короткая история любви пожилого британского писателя к молодому актеру. Фильм является экранизацией культового одноимённого романа Гилберта Адэра, впервые опубликованного в 1990 году. Сюжет отдалённо напоминает «Смерть в Венеции» Томаса Манна. Фильм снят в Новой Шотландии.

## Сюжет
Британский аристократ, писатель Джайлс Де’Ат однажды теряет ключи от своей квартиры. Поскольку начался дождь, он решает скоротать время в кинотеатре и посмотреть фильм по сценарию Фостера. Вместо этого он случайно попадает на фильм для подростков «Горячие штанишки 2», в котором играет звезда экрана Ронни Босток (Джейсон Пристли). Красота этого актёра поразила Джайлса. Теперь он смотрит в кинотеатрах все фильмы с его участием, покупает журналы для подростков, чтобы вырезать фотографии Ронни, покупает видеомагнитофон и телевизор, чтобы просматривать фильмы, взятые напрокат. Он разрешает экономке не убираться в кабинете: все для того, чтобы никто не мешал любоваться красотой Ронни. И чем больше он увлекается, тем больше окружающие замечают, что с Джайлсом что-то происходит. Его друг и агент предлагает взять отпуск. И Де’Ат отправляется на встречу с Ронни в Лонг-Айленд.
Здесь он начинает поиск. Наконец, он выслеживает в супермаркете подружку Ронни по имени Одри и говорит ей, что его дочь Эбигейл очень влюблена в Ронни, кумира всех подростков. Одри польщена тем, что Ронни так знаменит в Англии, и приглашает Джайлса в гости. Де’Ат каждый день навещает Ронни и Одри, обещает написать новый сценарий, который позволит Ронни лучше раскрыть свои актёрские способности. Но Одри начинает беспокоить странное поведение гостя. Она говорит Джайлсу, что они с Ронни уезжают навестить родителей. Джайлс очень расстроен и в порыве отчаяния рассказывает Ронни о своих чувствах к нему, о том, что нужно порвать отношения с Одри, потому что таких, как она, у Ронни будет ещё много. Ронни отвергает Джайлса. Тот возвращается в Англию и смотрит в кинотеатре очередной фильм с участием любимого актёра.

## В ролях
- Джон Хёрт — Джайлс Де’Ат
- Джейсон Пристли — Ронни Босток
- Фиона Лоуи — Одри
- Шейла Хэнкок — миссис Баркер
- Харви Эткин — Лу
- Гоун Грейнджер[англ.] — Генри
- Элизабет Куинн — миссис Рид
- Линда Басби — миссис Эбботт
- Билл Лидбиттер — Элдрид
- Дэнни Уэбб[англ.] — видео ассистент